# Reckless (filme de 1935)
Reckless é um filme estadunidense de 1935 do gênero comédia dramático-musical, dirigido por Victor Fleming, com roteiro baseado em história de David O. Selznick.

## Sinopse
Mona é uma estrela da Broadway que tem dois homens em sua vida, o promotor de esporte Ned e o milionário Bob. Um dia ela e Bob estão muito bêbados e resolvem se casar. Logo depois, ele começa a se arrepender por ver como sua família é fria com ele pelo que fez e ao perceber que ainda ama sua ex-noiva Jo. Quando Jo se casa com outro homem, Bob comete suicidiu ao descobrir. Mas na suíte onde ocorreu a morte estava Ned e Mona, a polícia então, acusa os dois de matarem Bob.

## Elenco
- Jean Harlow.... Mona Leslie
- William Powell.... Ned Riley
- Franchot Tone.... Robert 'Bob' Harrison Jr.
- May Robson.... sra. Granny Leslie
- Ted Healy.... Smiley
- Nat Pendleton.... Blossom
- Rosalind Russell.... Josephine 'Jo' Mercer